# À la vie, à la mort !
À la vie, à la mort ! és una pel·lícula francesa dirigida per Robert Guédiguian i estrenada el 1995.

## Argument
A la costa de Marsella, una petita tribu té els seus hàbits al cabaret de Joséfa, el "Perroquet Bleu" que falla per manca de clients. Els amics marginals o socialment deprimits es reuneixen al bar: hi ha Jaco, aturat i infeliç en el seu matrimoni, Patrick, un altre home aturat casat amb Marie-Sol, dona de la neteja que ràpidament s'incorpora al seu clan després de negar els avenços del seu cap i finalment Ottoign, un antic legionari. El bon amic de la Joséfa, el José, que treballa com a bàrman, un dia acull a Venus, una jove drogodependent.
Totes aquestes persones aviat es van trobar allotjades al Perroquet Bleu en una meravellosa mostra de solidaritat. Les dificultats continuen augmentant: la dona i els fills de Jaco el deixen, la situació econòmica empitjora per a tothom, l'establiment amenaça de fallida i finalment, la tragèdia: Patrick se suïcida perquè la seva família pugui rebre l'assegurança de vida. Aleshores, la tribu Blue Parrot s'unirà per lluitar contra l'adversitat.

## Repartiment
- Ariane Ascaride : Marie-Sol
- Jean-Pierre Darroussin : Jaco
- Jacques Gamblin : Patrick
- Pascale Roberts : Joséfa
- Gérard Meylan : José
- Jacques Boudet : Papa Carlossa
- Jacques Pieiller : Otto
- Laetitia Pesenti : Vénus
- Farid Ziane : Farid
- Frédérique Bonnal : la dona de Jaco
- Alain Lenglet : el patró de Marie-Sol

## Producció
Robert Guédiguian va triar el restaurant La Caravelle situat al port de Pontèu a Lo Martegue com a lloc de rodatge. El va transformar per a la seva pel·lícula en un cabaret de striptease anomenat Le Perroquet Bleu. Aquest mateix lloc també serà utilitzat el 2014 pel director per a la seva pel·lícula Au fil d'Ariane.
Els exteriors es van rodar a les Boques del Roine : Marsella/L'Estaca, Lo Martegue/barri de Pontèu-Augueta (lloc del « café du Perroquet bleu » de la pel·lícula).

## Banda sonora
- Al bell Danubi blau de Johann Strauss II de 1866.
- Simfonia numéro 4 en la major de Felix Mendelssohn.
- Hasta siempre, Comandante de Carlos Puebla.

## Distincions
- Premi del Jurat al Festival Internacional de Cinema Francòfon de Namur 1995.[4]
- Nominat al premi al millor llargmetratge al Festival Internacional de Cinema de Mannheim-Heidelberg 1996.[5]